# Medaglia commemorativa del periodo bellico 1940-43
La medaglia commemorativa del periodo bellico 1940–43 è una decorazione della Repubblica Italiana destinata ad onorare tutti coloro che avevano combattuto nella seconda guerra mondiale.

## Distintivo del periodo bellico 1940-43
La medaglia è un'evoluzione del distintivo del periodo bellico 1940-43, di cui alla circolare n. 97100 emanata dal Ministero della Guerra–Gabinetto il 4 novembre 1941 e poi istituito, a carattere esclusivamente onorifico, con decreto del Presidente della Repubblica n. 1590 del 17 novembre 1948.

### Descrizione
Il distintivo consiste in un nastrino di seta della larghezza di 37 mm. formato da 19 righe verticali, alternate, di colore verde (10 righe) e rosso (9 righe), le due righe esterne sono verdi.
Sul nastro andava applicata una stelletta in metallo brunito per ogni anno di servizio passato in guerra.

### Criteri di eleggibilità
Hanno diritto a fregiarsi del distintivo:
- i militari e militarizzati delle Forze armate italiane;
- gli appartenenti alla Guardia di finanza;
- il personale della Croce Rossa Italiana e del Sovrano militare ordine di Malta;
- gli assimilati ed i civili;

che nel periodo tra l'11 giugno 1940 e le ore 20 dell'8 settembre 1943 erano caduti in guerra o si erano trovati in una delle seguenti condizioni:
- avevano prestato servizio per un periodo di almeno tre mesi, anche non continuativi, alle dipendenze di enti delle Forze armate dello Stato, mobilitati dai rispettivi stati maggiori o, se civili o assimilati, al seguito delle Forze armate operanti;
- avevano riportato ferite o mutilazioni o contratto infermità riconosciute dipendenti da cause specificamente derivanti da azioni di guerra;
- avevano onorevolmente partecipato ad un importante fatto d'arme;
- avevano ottenuto in dipendenza dell'attività bellica una ricompensa al valor militare o la Croce al merito di guerra.

La speciale autorizzazione a fregiarsi del distintivo viene concessa, a domanda degli interessati, sotto forma di un certificato nominativo rilasciato dalle autorità all'uopo indicate dal Ministro della difesa.

## Trasformazione del distintivo in medaglia
Il Distintivo fu trasformato nella Medaglia commemorativa del periodo bellico 1940-43 con Decreto del Presidente della Repubblica Giovanni Gronchi n. 399 del 6 maggio 1959, che autorizzava a fregiarsi della medaglia il personale militare, militarizzato, assimilato e civile che aveva (o che avrebbe) ottenuto l'autorizzazione a portare il Distintivo.

### Insegne

#### Medaglia
La medaglia commemorativa del periodo bellico 1940-43 è costituita da un disco di bronzo del diametro di 33 mm. che reca:
sul dirittol'immagine della Dea Roma come appare scolpita sulla tomba del Milite Ignoto;
sul rovescioun serto formato da un ramo d'alloro a sinistra e da un ramo di quercia a destra, legati in basso, con al centro una stella a cinque punte ed in alto: "Guerra 1940-43", in basso: "Z".

#### Nastro
La medaglia si porta al lato sinistro del petto, appesa ad un nastro di seta avente gli stessi colori e le stesse caratteristiche del Distintivo, e sul quale vanno applicate fascette metalliche in numero eguale agli anni di campagna riconosciuti, ogni fascetta reca l'indicazione dell'anno.

#### Nastrino
Sia in età monarchica che in età repubblicana sui nastrini andavano apposte una stelletta brunita per ogni anno di campagna:
| Nastrini                   |                    |                    |                    |                    |
| meno di 1 anno di campagna | 1 anno di campagna | 2 anni di campagna | 3 anni di campagna | 4 anni di campagna |

## Due onorificenze gemelle
Con il citato Decreto n. 1590 fu istituito anche il Distintivo della guerra di liberazione, anch'esso trasformato in una medaglia con il medesimo Decreto n. 399: la Medaglia commemorativa della guerra di liberazione, identica alla presente tranne che per le date ("1943-45"); è interessante notare che una era riservata a chi si era battuto contro gli Alleati, l'altra a chi invece aveva - unitamente agli Alleati - combattuto contro i nazifascisti. Molti furono i militari a ricevere entrambe le decorazioni in quanto molti tra loro combatterono prima, durante e dopo l'8 settembre.